# Franz Boluminski

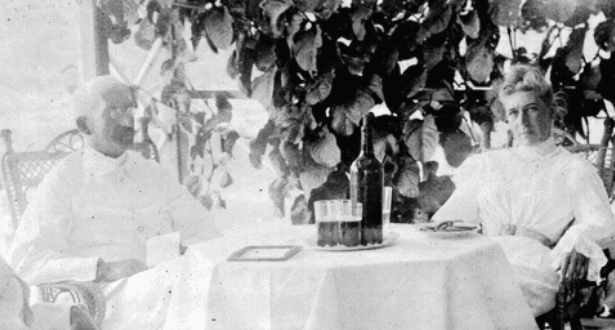
Franz Boluminski und seine Gattin in Käwieng, 1902 (Foto von Otto Dempwolff)

Franz Boluminski (* 12. November 1863 in  Graudenz; † 28. April 1913 auf der Insel Neumecklenburg, Bismarck-Archipel, heute Papua-Neuguinea) war ein deutscher Kolonialbeamter.

## Leben
Franz Boluminski diente zunächst als Soldat der kaiserlichen Schutztruppe in Deutsch-Ostafrika. Nach seinem Militärdienst arbeitete Boluminski ab 1894 für die Neuguinea-Kompagnie an der Astrolabebai (Deutsch-Neuguinea) in der Nähe von Friedrich-Wilhelm-Hafen.
Am 30. Juni 1900 wurde Boluminski von der deutschen Kolonialverwaltung mit der Leitung der neuen Station in Käwieng auf der Insel Neumecklenburg beauftragt. Im Mai 1900 war Robert Koch während seiner Neuguinea-Expedition zur Erforschung der Malaria Gast von Franz Boluminski in Käwieng. Koch unternahm mit Hilfe Boluminskis und dessen Frau Frida, einen Versuch zur Bekämpfung der Malaria durch Chinin. 1907 überließ Boluminski seine ethnologische Neumecklenburgsammlung dem Berliner Museum für Völkerkunde und erhielt dafür den Roten Adlerorden. Ab 1910 war er Bezirksamtmann des Bezirksamtes Käwieng.
Seine größte Leistung war der Bau einer Küstenstraße, die die Orte an der Nordküste der Insel verbinden sollte. Er  beauftragte  jedes Dorf an der Küste mit dem Bau  eines Teilabschnitts und mit der anschließenden Erhaltung. Die Straße wurde Kaiser-Wilhelm-Chaussee genannt und heißt heute offiziell Boluminski Highway.
Die von Boluminski gegründeten Pflanzungen von Kokospalmen zur Kopra-Gewinnung wurden durch diese Straße verbunden und machten Neumecklenburg zu einem der wenigen Gebiete in Deutsch-Neuguinea, die Gewinne erwirtschafteten.
Die westlichen Ausläufer des nach dem deutschen Vizeadmiral Georg von Schleinitz benannten Schleinitz-Gebirges auf Neumecklenburg erhielten den Namen Boluminski-Gebirge.
Am  28. April 1913 starb Franz Boluminski an den Folgen eines Schlaganfalls. Sein Grab befindet sich auf dem Bagail-Friedhof in Kavieng.